# Sei la più bella del mondo
Sei la più bella del mondo è un brano musicale scritto e cantato da Raf, pubblicato nel 1995 come primo singolo estratto dall'album Manifesto, uscito l'8 giugno dello stesso anno.

## Descrizione
Con questo brano Raf partecipa al Festivalbar 1995.
Nel 1996 la canzone verrà incisa in una nuova versione in Collezione temporanea, nel 2005 in Tutto Raf e nel 2012 ne Le ragioni del cuore in una versione elettropop.
Nel 2021 il brano viene campionato dai rapper Mecna e CoCo nel singolo La più bella.